# Wahlbezirk Böhmen 111
Der Wahlbezirk Böhmen 111 war ein Wahlkreis für die Wahlen zum Abgeordnetenhaus im österreichischen Kronland Böhmen. Der Wahlbezirk wurde 1907 mit der Einführung der Reichsratswahlordnung geschaffen und bestand bis zum Zusammenbruch der Habsburgermonarchie.

## Geschichte
Nachdem der Reichsrat im Herbst 1906 das allgemeine, gleiche, geheime und direkte Männerwahlrecht beschlossen hatte, wurde mit 26. Jänner 1907 die große Wahlrechtsreform durch Sanktionierung von Kaiser Franz Joseph I. gültig. Mit der neuen Reichsratswahlordnung schuf man insgesamt 516 Wahlbezirke mit je einem zu wählenden Abgeordneten, die durch Direktwahl mit allfälliger Stichwahl bestimmt wurden. Der Wahlkreis Böhmen 111 umfasste die Gerichtsbezirke Dux, Bilin, Oberleutensdorf, Katharinaberg sowie die Gemeinde Rannay (Gerichtsbezirk Laun). Hierbei waren jedoch die Städte Dux und Bilin (Wahlbezirk 83), Oberleutensdorf (Wahlbezirk 85) und Katharinaberg (Wahlbezirk 84) ausgenommen. Aus der Reichsratswahl 1907 ging Franz Jesser von der Deutschen Agrarpartei als Sieger hervor. Jesser kandidierte bei der Reichsratswahl 1911 nicht mehr. Vielmehr konnte sich der Kandidat der Deutschradikalen Partei Franz Schreiter in der Stichwahl durchsetzen.

### Reichsratswahl 1907
Die Reichsratswahl 1907 wurde am 14. Mai 1907 (erster Wahlgang) sowie am 23. Mai 1907 (Stichwahl) durchgeführt.

#### Erster Wahlgang
| Kandidat                                                                       | Partei                     | Wahlkreis- stimmen | Prozent |
| ------------------------------------------------------------------------------ | -------------------------- | ------------------ | ------- |
| Jaroslav Aster                                                                 | Sozialdemokratische Partei | 4110               | 37,9 %  |
| Franz Jesser                                                                   | Deutsche Agrarpartei       | 3182               | 29,3 %  |
| Dr. Zelenka                                                                    | Tschechischer Zählkandidat | 1512               | 13,9 %  |
| Anton Lande                                                                    | Freialldeutsche Partei     | 1453               | 13,4 %  |
| Richard Wollek                                                                 | Christlichsoziale Partei   | 488                | 4,5 %   |
|                                                                                | Sonstige Parteien          | 104                | 1,0 %   |
| Wahlberechtigte: 13.367, Ungültige/Leere Stimmen: 356, Wahlbeteiligung: 83,8 % |                            |                    |         |

#### Stichwahl
| Kandidat                                                                      | Partei                     | Wahlkreis- stimmen | Prozent |
| ----------------------------------------------------------------------------- | -------------------------- | ------------------ | ------- |
| Franz Jesser                                                                  | Deutsche Agrarpartei       | 5920               | 53,1 %  |
| Jaroslav Aster                                                                | Sozialdemokratische Partei | 5234               | 46,9 %  |
| Wahlberechtigte: 13.367, Ungültige/Leere Stimmen: 84, Wahlbeteiligung: 84,1 % |                            |                    |         |

### Reichsratswahl 1911
Die Reichsratswahl 1911 wurde am 13. Juni 1911 sowie am 20. Juni 1911 (Stichwahl) durchgeführt.

#### Erster Wahlgang
| Kandidat                                                                       | Partei                                      | Wahlkreis- stimmen | Prozent |
| ------------------------------------------------------------------------------ | ------------------------------------------- | ------------------ | ------- |
| Franz Schreiter                                                                | Deutschradikale Partei                      | 3373               | 30,6 %  |
| Anton Jorolim                                                                  | Sozialdemokratische Partei                  | 2674               | 24,3 %  |
| Karl Kreisl                                                                    | Deutsche Agrarpartei                        | 2346               | 21,3 %  |
| Josef Horáček                                                                  | Tschechisch autonomistischer Sozialdemokrat | 2583               | 23,5 %  |
|                                                                                | Sonstige Parteien                           | 35                 | 0,3 %   |
| Wahlberechtigte: 14.029, Ungültige/Leere Stimmen: 110, Wahlbeteiligung: 79,2 % |                                             |                    |         |

#### Stichwahl
| Kandidat                                                                       | Partei                     | Wahlkreis- stimmen | Prozent |
| ------------------------------------------------------------------------------ | -------------------------- | ------------------ | ------- |
| Franz Schreiter                                                                | Deutschradikale Partei     | 6093               | 58,8 %  |
| Anton Jorolim                                                                  | Sozialdemokratische Partei | 4270               | 41,2 %  |
| Wahlberechtigte: 14.029, Ungültige/Leere Stimmen: 154, Wahlbeteiligung: 75,0 % |                            |                    |         |